# María Catalina Irigoyen Echegaray
María Catalina Irigoyen Echegaray, en religion Maria dello Sposalizio (Marie des Époux), née le 25 novembre 1848 à Pampelune en Espagne, morte le 10 octobre 1918 à Madrid, est une religieuse basque espagnole, de l'ordre des Servantes de Marie auxiliaires des malades.
Elle est reconnue bienheureuse, et béatifiée le 29 octobre 2011. Elle est fêtée le 10 octobre.

## Biographie
María Catalina Irigoyen Echegaray naît le 25 novembre 1848 à Pampelune dans la région de Navarre, en Espagne,,. Elle est l'une des plus jeunes d'une fratrie de huit enfants, dans une famille de fervents catholiques, où s'éveille et mûrit sa vocation religieuse.
Elle entre le 31 décembre 1881 dans la congrégation des Servantes de Marie auxiliaires des malades, à Pampelune. Elle part à Madrid pour son noviciat, elle y prononce ses vœux temporaires le 14 mai 1883, puis ses vœux perpétuels le 15 juillet 1889.
Sœur María Catalina reste à Madris jusqu'à sa mort. Elle sert les malades pendant vingt-trois ans, avec une charité, une abnégation et une sollicitude qui sont particulièrement remarqués.
Une surdité qui l'atteint l'empêche de continuer à s'occuper des malades. Elle est alors chargée de la réception des dons faits à l'œuvre par les bienfaiteurs.
Elle est atteinte ensuite d'une tuberculose osseuse, diagnostiquée en 1913. Elle meurt le 10 octobre 1918 à Madrid.

## Procédure en béatification
La procédure pour l'éventuelle béatification de María Catalina Irigoyen Echegaray est étudiée au niveau diocésain, puis le dossier et les actes sont transmis à Rome auprès de la Congrégation pour les causes des saints. Elle est déclarée « servante de Dieu » en 1962, puis reconnue vénérable par Jean-Paul II le 30 mars 1981.
Elle est béatifiée à Madrid le 29 octobre 2011,. La bienheureuse María Catalina Irigoyen Echegaray est fêtée le 10 octobre.